# قسم شوي الريفي (مقاطعة بانة)
قسم شوي الريفي (بالفارسية: دهستان شوی) هي منطقة سكنية تقع في إيران في كردستان. يقدر عدد سكانها بـ 8,381 نسمة .